# Heinz Hoenig
Heinz Hoenig, né Heinz Hönig-Honigbaum le 24 septembre 1951 à Landsberg am Lech en Haute-Bavière, est un acteur de cinéma et de télévision allemand qui joue surtout dans des films policiers.

## Filmographie succincte
- 1978 : Le Couteau dans la tête (Messer im Kopf) de Reinhard Hauff
- 1980 : Tatort
- 1980 : Soko brigade des stups (SOKO 5113)
- 1980 : Das Boot
- 1985 : Ami Go Home oder Der Fragebogen (à propos d'Ernst von Salomon)
- 1988 : Judgment in Berlin
- 1988 : Euroflics
- 1988 : L'Année du chat
- 1990 : Un cas pour deux
- 1990 : Aventures à l'aéroport
- 1993 : Wolff, police criminelle
- 2000 : Commissaire Brunetti
- 2005 : Antibodies (Antikörper)
- 2006 : Les Aventures de Impy le Dinosaure (Urmel aus dem Eis), voix
- 2009 : Romy Schneider (Romy) (TV)